# ジェイ・ロドリゲス
ジェイ・ロドリゲス（Jay Rodriguez，1989年7月29日 - ）は、イングランド・バーンリー出身のサッカー選手。EFLチャンピオンシップ・レクサムAFC所属。ポジションはフォワード。

## 経歴

### バーンリー
生まれ故郷であるバーンリーでサッカーを始める。2007年にトップチーム入りした。
バーンリーがプレミアリーグに昇格した2009-10シーズンは踝の負傷の影響でシーズンを全休。2月1日にバーンズリーFCに期限付き移籍したためプレミアリーグ初出場とはならなかった。
2010-11シーズンがブレイクの年となり、ロドリゲスは15得点を記録。シーズン終了後にはバーンリーの年間最優秀賞に輝いた。
2011-12シーズンも出だしから好調を維持しチームトップの21得点を挙げる。これにより2部のPFA年間ベストイレブンのひとりにノミネートされ、結果としてバーンリーではリーグ戦105試合に出場して31得点を記録しエースストライカーの地位を確保した。

### サウサンプトン
2012年夏にサウサンプトンに700万ポンドで移籍し、ここでもストライカーとして名を馳せる。しかしプレミアリーグ昇格2シーズン目の2013-14シーズン4月5日に行われたマンチェスター・シティFC戦で、左膝の前十字靭帯を断裂する重傷を負い、翌2014-15シーズンは全休。結果としてシーズン終了後に行われる2014 FIFAワールドカップへの出場を逃した。2015年5月12日、サウサンプトンと4年契約を更新した。 負傷から16ヶ月後の8月6日のフィテッセ戦で復帰を果たすも、2015-16シーズンは12試合の出場に留まった。
2016-17シーズンは8月27日のサンダーランドAFC戦で2年ぶりの得点を挙げたのを皮切りにリーグ戦では5得点を記録。27試合に出場するなど復活を匂わせた。

### ウェスト・ブロムウィッチ・アルビオン
2017年7月2日、ウェスト・ブロムウィッチ・アルビオンFCと4年契約を結んだ。2018年1月13日のブライトン・アンド・ホーヴ・アルビオンFC戦でガエタン・ボングに人種差別行動をしたことでFAから処分を受けかけたが、証拠が見つからなかったとして免れた。同シーズンにチームは2部に降格した。

### バーンリー復帰
2019年7月9日、古巣バーンリーと2年契約を結び復帰した。

### レクサム
2025年1月31日、レクサムAFCに完全移籍し、2025-26シーズン終了までの1年半契約を結んだ。

## タイトル
バーンリー
- EFLチャンピオンシップ：2022-23